# Eleição municipal de Poá em 2016
A eleição municipal de Poá em 2016 foi realizada em 2 de outubro de 2016 para eleger um prefeito, um vice-prefeito e 17 vereadores no município de Poá, no Estado de São Paulo, no Brasil. O prefeito eleito foi Giancarlo Lopes da Silva, do PR, foi eleito com 34.203 dos votos válidos (54,41%), sendo vitorioso logo no primeiro turno.
Para o cargo de vereador, 271 candidatos disputaram 17 vagas. O candidato mais bem votado foi Neno Ferrari, que obteve 1,878 votos (2,90% dos votos válidos).

## Antecedentes
Antes de se tornar prefeito de Poá, Gian Lopes foi o candidato a vereador mais votado na eleição municipal de 2012. Ele recebeu 2.815 votos (4,10%) e sua coligação era "Poa Merece Mais, só Depende de Você".
Esta foi a primeira eleição após o afastamento do prefeito Francisco Pereira de Souza, o Testinha (SD) em 2012. Francisco de Souza estava em seu segundo mandato e havia sido reeleito em 2012 com 77% dos votos. Após o impeachment, Poá ficou sob comando de Marcos Borges (PPS), que concorreu como prefeito nas eleições de 2016 e foi o terceiro candidato mais votado (4,15%). O empresário Marcos Borges também se candidatou ao cargo de prefeito nos anos 1980.

## Eleitorado
Na eleição de 2016, a cidade possuía  93.520 eleitores, sendo 81.57% da população total. Nesta eleição, 75.692 eleitores compareceram as urnas.

## Candidatos
| N.º | Candidato(a)     | Vice                 | Partido | Coligação                                                                    |
| --- | ---------------- | -------------------- | ------- | ---------------------------------------------------------------------------- |
| 22  | Gian Lopes       | Marquinhos da Indaia | PR      | "Poá Para O Povo" (PR / PDT / PSDC / PSD / PTN / PT / PSL / DEM / PV / PROS) |
| 23  | Marcos Borges    | Dona Graça           | PPS     | "Poá em Boas Mãos" (PPS / PT do B / PSB / PSC)                               |
| 33  | Pedro Viviani    | Afonso Viviani       | PMN     | partido isolado                                                              |
| 35  | Dr. Ali          | Reginaldo Japonês    | PMB     | partido isolado                                                              |
| 45  | Haruki           | Jornalista Aéssio    | PSDB    | partido isolado                                                              |
| 77  | Geraldo Oliveira | Professor Humberto   | SD      | "Para Poá Voltar Andar Direito" (PTB / SD / PHS / PC do B / PRB)             |

## Campanha
Na área de saúde, Gian Lopes propôs a contratação de mais médicos para o hospital público, a construção de novas unidades básicas de saúde (UBS),  a criação de programas como "pró-mulher", a fim de garantir assistência exclusiva nas áreas de ginecologia e obstetrícia, orientação para o planejamento familiar e realização de exames. O plano de governo cita também a garantia de boa qualidade na educação infantil, melhoria no planejamento de segurança e a manutenção dos espaços culturais do município, políticas de inclusão e de sustentabilidade.

## Resultados

### Prefeito
No dia 2 de outubro, Gian Lopes foi reeleito com 54,41% dos votos válidos.
| Candidato(a)            | Vice                       | 1º Turno 2 de outubro de 2016 | 1º Turno 2 de outubro de 2016 |
| Candidato(a)            | Vice                       | Votação                       | Votação                       |
|                         |                            | Total                         | Porcentagem                   |
| ----------------------- | -------------------------- | ----------------------------- | ----------------------------- |
| Gian Lopes (PR)         | Marquinhos da Indaia (PDT) | 34.203                        | 54,41%                        |
| Geraldo Oliveira (SD)   | Professor Humberto (PHS)   | 22.115                        | 35,18%                        |
| Marcos Borges (PPS)     | Dona Graça (PSB)           | 2.606                         | 4,15%                         |
| Haruki (PSDB)           | Jornalista Aessio (PSDB)   | 2.273                         | 3,62%                         |
| DR. Ali (PMB)           | Reginaldo Japones (PMB)    | 977                           | 1,55%                         |
| Pedro Viviani (PMN)     | Afonso Viviani (PMN)       | 691                           | 1,10%                         |
| Alexandre Comitre (PLL) | José Roberto Santos (PLL)  | 0                             | 0%                            |
| Leo Lima (PMDB)         | Fernando Miranda (PMDB)    | 0                             | 0%                            |
| Total de votos válidos  | Total de votos válidos     | 62.865                        | 83,05%                        |
| Votos em branco         | Votos em branco            | 4.302                         | 5,68%                         |
| Votos nulos             | Votos nulos                | 8.525                         | 11,26%                        |
| Abstenções              | Abstenções                 | 17.828                        | 19,06%                        |
| Total                   | Total                      | 75.692                        | 100%                          |

### Vereador
| Resultado da eleição para a Câmara Municipal de Poá em 2016 por candidato | Resultado da eleição para a Câmara Municipal de Poá em 2016 por candidato | Resultado da eleição para a Câmara Municipal de Poá em 2016 por candidato | Resultado da eleição para a Câmara Municipal de Poá em 2016 por candidato | Resultado da eleição para a Câmara Municipal de Poá em 2016 por candidato |
| Candidato                                                                 | Número                                                                    | Partido                                                                   | Votos                                                                     | Porcentagem                                                               |
| ------------------------------------------------------------------------- | ------------------------------------------------------------------------- | ------------------------------------------------------------------------- | ------------------------------------------------------------------------- | ------------------------------------------------------------------------- |
| Neno Ferrari                                                              | 12123                                                                     | PDT                                                                       | 1.878                                                                     | 2,90%                                                                     |
| Saulo Souza                                                               | 77777                                                                     | SD                                                                        | 1.848                                                                     | 2,85%                                                                     |
| Welson Lopes                                                              | 22999                                                                     | PDT                                                                       | 1.646                                                                     | 2,54%                                                                     |
| Diego Pernoca                                                             | 17333                                                                     | PSL                                                                       | 1.495                                                                     | 2,31%                                                                     |
| Mario Sumire                                                              | 55555                                                                     | PSL                                                                       | 1.404                                                                     | 2,16%                                                                     |
| Toninho da Biblioteca                                                     | 77400                                                                     | SD                                                                        | 1.308                                                                     | 2,02%                                                                     |
| Zé Carlos Maçã do Amor                                                    | 12777                                                                     | PDT                                                                       | 1.166                                                                     | 1,80%                                                                     |
| Edinho do Kemel                                                           | 43066                                                                     | PTN                                                                       | 1.135                                                                     | 1,75%                                                                     |
| Fabio Suru                                                                | 23123                                                                     | PPS                                                                       | 1.088                                                                     | 1,68%                                                                     |
| Dr. Saulo Dentista                                                        | 17123                                                                     | PSL                                                                       | 1.071                                                                     | 1,65%                                                                     |
| Lazaro Borges                                                             | 90650                                                                     | PROS                                                                      | 1.013                                                                     | 1,56%                                                                     |
| Azuir                                                                     | 14622                                                                     | PTB                                                                       | 960                                                                       | 1,50%                                                                     |
| Sargento Garcez                                                           | 77133                                                                     | SD                                                                        | 965                                                                       | 1,49%                                                                     |
| Marcilio Duarth                                                           | 22000                                                                     | PR                                                                        | 872                                                                       | 1,34%                                                                     |
| Deneval Dias                                                              | 90111                                                                     | PROS                                                                      | 855                                                                       | 1,32%                                                                     |
| Marinho do Jornal                                                         | 23456                                                                     | PPS                                                                       | 772                                                                       | 1,19%                                                                     |
| Tio Deivão                                                                | 22888                                                                     | PR                                                                        | 769                                                                       | 1,19%                                                                     |

| Votos válidos   | Votos válidos   | 59.334 | 78,39% |
| Votos nulos     | Votos nulos     | 12.576 | 16,61% |
| Votos em branco | Votos em branco | 3.782  | 5,00%  |
| Total           | Total           | 75.692 | 100%   |

## Análises
Após ter sido eleito, Gian Lopes mostrou uma visão otimista de seus cem primeiros dias à frente da administração de Poá. , Em meio a crise financeira e queda nas receitas, o prefeito não remediou projetos prometidos em sua campanha, como a implantação dos projetos Pró-Mulher e um Pró-Criança. As obras do Balnerário têm previsão de conclusão em 2019. Em entrevista ao Portal News, o prefeito disse "A principal dificuldade foi a questão financeira, ao me deparar com milhões em dívidas. Mas estamos fazendo muito com pouco. Em cem dias é impossível resolver o problema da Saúde, Educação, Segurança e todos os segmentos, mas já avançamos muito. Estou otimista, apesar dessa crise econômica. Estamos buscando alternativas nos governos federal e estadual."